# محند العنصر
محند العنصر (مواليد 22 يونيو 1942) هو سياسي مغربي، زعيم الحركة الشعبية، شغل سابقًا منصب رئيس جهة فاس مكناس، كما شغل منصب وزير الداخلية في حكومة بنكيران بين 2012-2013. تقلد قبلها وزارة البريد والمواصلات السلكية واللاسلكية (1981-1992) ووزارة الفلاحة (2002-2007).

## النشأة
ولد سنة 1942 في إيموزار مرموشة، حيث تلقى فيها دراسته الابتدائية قبل الانتقال إلى مدينة صفرو لمتابعة دراسته الثانوية. وتخرج من المدرسة الوطنية للإدارة العمومية بدبلوم السلك العالي. وتدرج مند سنة 1969 في عدة مسؤوليات بوزارة البريد والمواصلات السلكية واللاسلكية، التي كان يتولاها المحجوبي أحرضان.

## مسيرته المهنية

### الوزارة
شغل منصب وزير للبريد والمواصلات السلكية واللاسلكية ما بين سنتي 1981 و 1992 مع احتفاظه بمنصب مدير المكتب الوطني للبريد والمواصلات السلكية واللاسلكية ما بين سنتي 1984 و 1992.
في نوفمبر 2002 عينه الملك محمد السادس وزيرا للفلاحة والتنمية القروية، ثم وزيرا للدولة في الحكومة التي ترأسها عباس الفاسي.

### الحركة الشعبية
في أكتوبر 1986 عين أميناً عاما للحركة الشعبية خلال انعقاد المؤتمر الاستثنائي لهذا الحزب وفي يونيو 1993 انتخب نائبا عن إقليم بولمان خلال الانتخابات التشريعية ثم أعيد انتخابه خلال الانتخابات التشريعية لنوفمبر 1997 وفي أكتوبر 1997 انتخب رئيسا لمجلس جهة فاس بولمان. وأعيد انتخابه أمينا عاما لحزب الحركة الشعبية في نونبر 1994 وفي نونبر 2001 وأعيد انتخابه في الانتخابات التشريعية ليوم 27 شتنبر 2002 .

## جوائز وأوسمة
- حاصل على وسام الرضى من الدرجة الأولى .